# Hemolisina

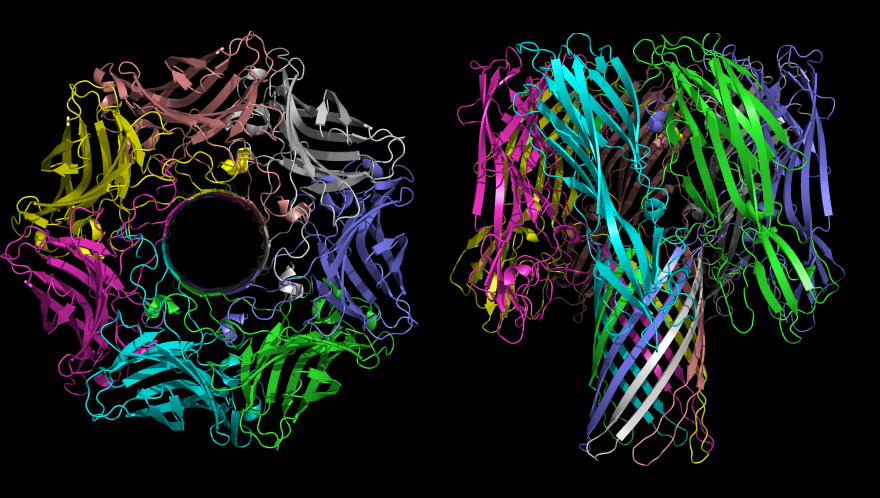
Hemolisina-α producida por Staphylococcus aureus.

Las hemolisinas son sustancias que producen lisis de los eritrocitos,  mediante la producción de poros en la membrana citoplasmática. La mayoría de ellas son proteínas o lípidos.
Son un factor de virulencia de Staphylococcus aureus, Vibrio parahaemolyticus, Streptococcus pyogenes y otro gran número de bacterias patógenas.